# Chiesa della Natività di San Giovanni Battista (Silandro)
La chiesa della Natività di San Giovanni Battista (in tedesco: Kirche St. Johannes der Täufer) è la parrocchiale a Corces (Kortsch), frazione di Silandro (Schlanders) in Alto Adige. Fa parte del decanato di Silandro nella diocesi di Bolzano-Bressanone e risale al XV secolo.

## Storia

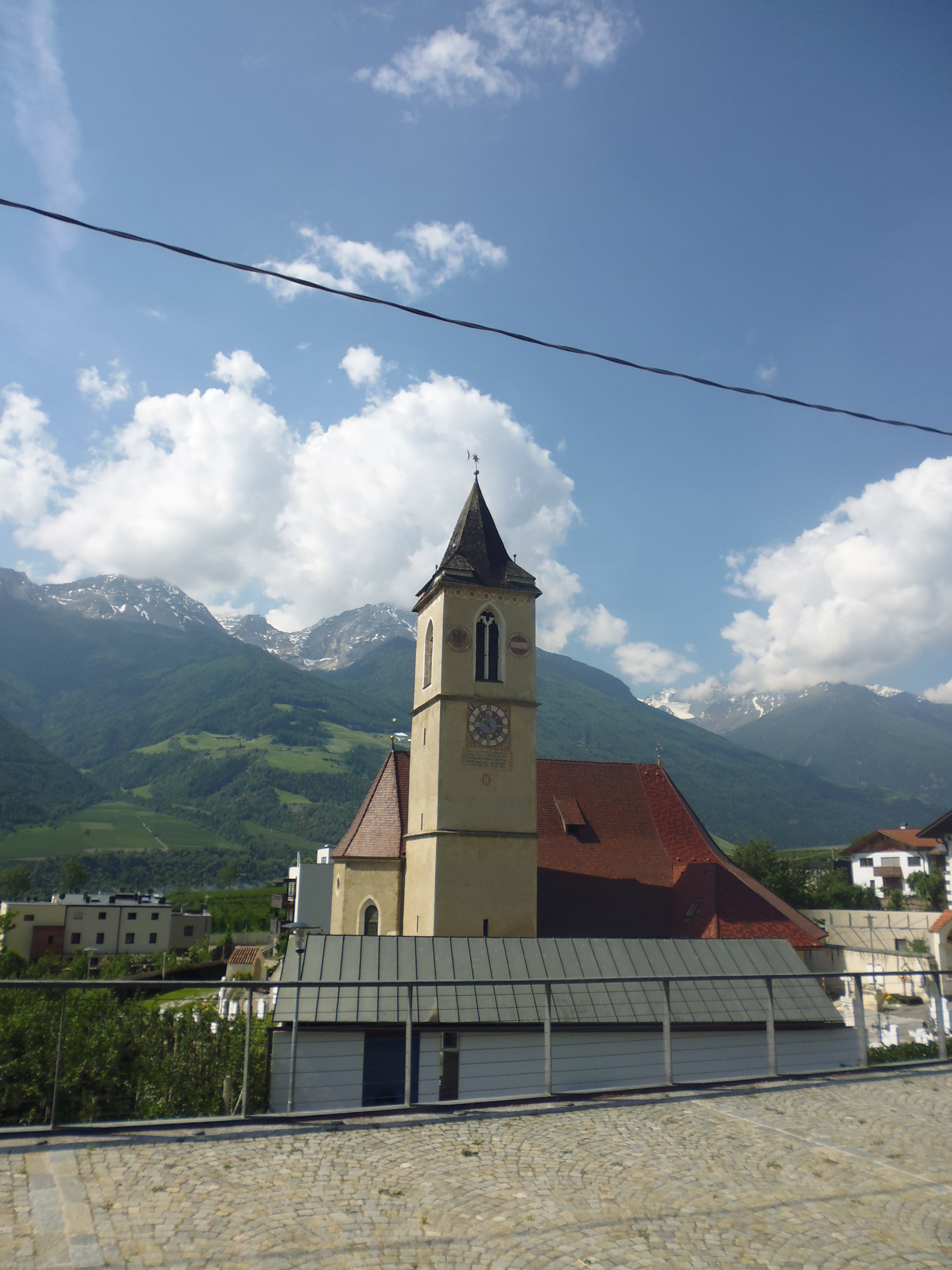
Vista della parrocchiale da nord.

La chiesa parrocchiale di Corces con dedicazione a san Giovanni Battista ha origini antiche essendo stata costruita verso la fine del XV secolo sul sito di un precedente luogo di culto risalente al IX secolo, quasi completamente scomparso anche se viene citato ancora nel 1432. Conserva elementi stilistici della prima costruzione seicentesca ma è stata modificata in seguito. La sala è stata ampliata per far fronte alle necessità dei fedeli nel 1699 con la creazione di una seconda navata e nel 1765, durante il momento del barocco.

## Descrizione
La chiesa è un monumento sottoposto a tutela col numero 17229 nella provincia autonoma di Bolzano.

### Esterni

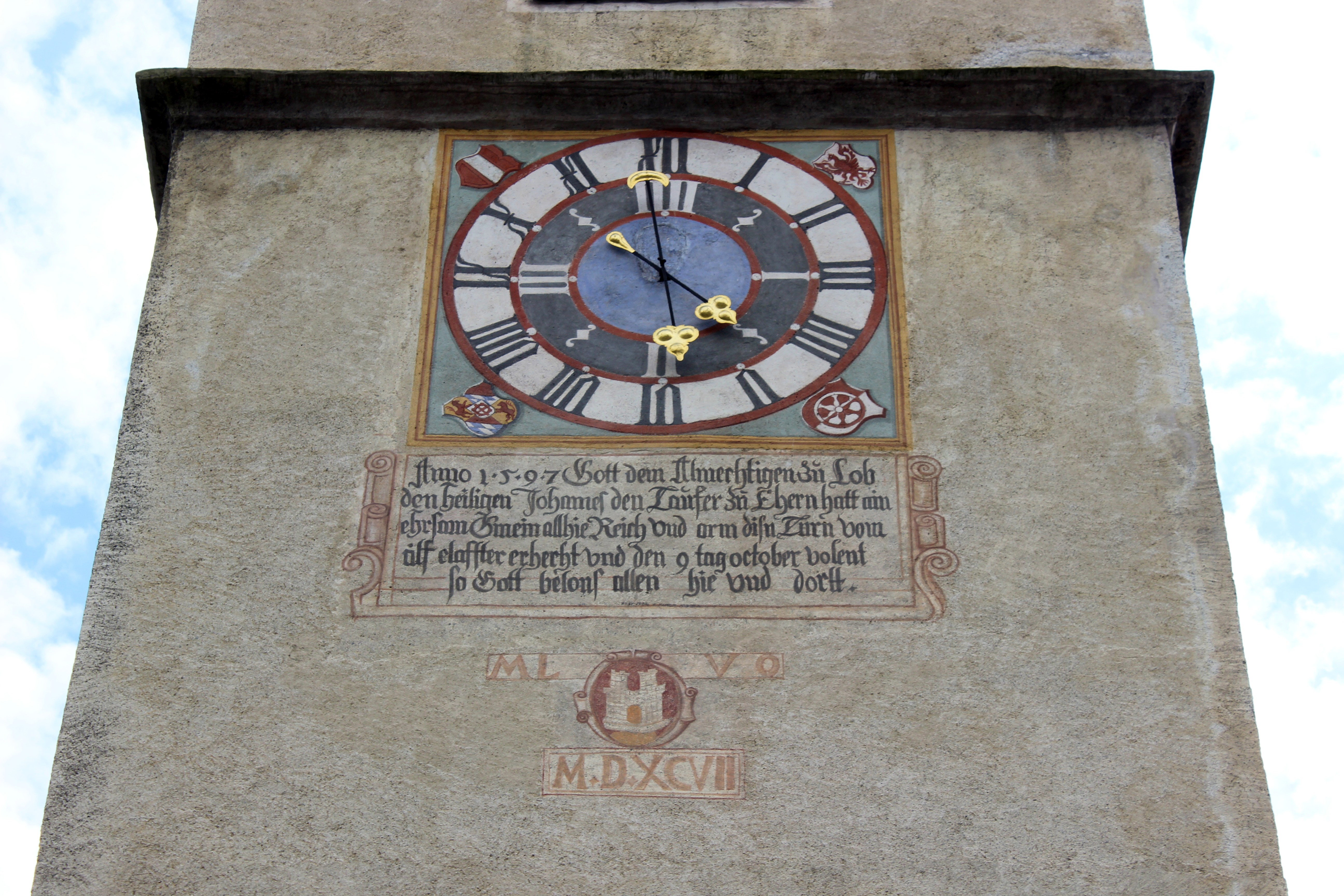
Orologio e scritta dipinta sulla torre campanaria della chiesa di Corces.

Il luogo di culto si trova nella zona cimiteriale della comunità e presenta una facciata a capanna. Il portale secondario si trova sul lato nord della chiesa e l'antica cappella cimiteriale gotica svolge la funzione di sagrestia.
La torre campanaria si alza in posizione arretrata sulla sinistra ed è unita alla chiesa, accanto all'abside poligonale. Risulta particolarmente interessante essendo stata elevata dalla base della torre primitiva nel 1597 ed avendo conservato il suo stile romanico.
La cella campanaria si apre con quattro finestre a monofora che simulano bifore e la copertura è una piramide a base esagonale rifinita con scandole in legno.
Sotto la cella si trova l'artistico e storico orologio e sotto di esso, una cornice affrescata, la scritta in caratteri gotici che ricorda i lavori del 1597.
(Scritta presente sotto l'orologio della torre campanaria)

### Interni
All'interno la sala si compone di due navate  è conservato l'importante altare in legno scolpito con piccole portelle che in origine si trovava nella chiesa di Sant'Egidio.
Oltre al già citato altare maggiore gotico sono interessanti l'altare marmoreo scolpito da Karl Grasser, La vetrata policroma dipinta da Robert Scherer e la scultura in legno che raffigura la Pietà.